# Schamram Kelleciyan
Schamram (Hanım) Kelleciyan (* 1870 in Konstantinopel; † 14. März 1955 in Istanbul) war eine armenische Chansonsängerin. Schamram Kelleciyan war die Cousine der Chansonsängerin Peruz (Hanım).
Schamram Kelleciyan erhielt ihre Ausbildung an der Hl. Lusaworitschian-Schule in Galata (Konstantinopel). Nach der Scheidung von ihrem ersten Ehemann 1895 trat sie mit ihrer Cousine Peruz, ebenfalls Chansonsängerin, in den Schauspielgruppen von Kel Hasan Efendi, Komik Schevki Bey und im Millet-Theater (Turan Cinema) auf. Von 1900 bis 1925 war sie die erfolgreichste Chansonsängerin Istanbuls. 1909 heiratete sie den Kinobetreiber Aleksan Hagopyan. Bis 1935 trat sie in der Truppe von Naschit Özcan auf. Sie starb am 14. März 1955 in Istanbul.
| Personendaten    | Personendaten                                |
| ---------------- | -------------------------------------------- |
| NAME             | Kelleciyan, Schamram                         |
| ALTERNATIVNAMEN  | Kelleciyan, Şamram; Kelleciyan, Şamram Hanım |
| KURZBESCHREIBUNG | armenische Chansonsängerin                   |
| GEBURTSDATUM     | 1870                                         |
| GEBURTSORT       | Konstantinopel                               |
| STERBEDATUM      | 14. März 1955                                |
| STERBEORT        | Istanbul                                     |